# ジェーン・ブーリン
ロッチフォード子爵夫人ジェーン・ブーリン（Jane Boleyn, Viscountess Rochford, 1505年頃 - 1542年2月13日）は、テューダー朝時代のイングランドの貴族女性。結婚前の姓名はジェーン・パーカー（Jane Parker）。ヘンリー8世の2番目の王妃アン・ブーリンの弟であるロッチフォード子爵ジョージ・ブーリンの妻。夫と義姉アン王妃に着せられた近親相姦の罪を立証する証言を行った。夫の刑死後、ヘンリー8世の5番目の王妃キャサリン・ハワードの女官となったが、キャサリン王妃の姦通を手引きしたことが露見して処刑された。

## 生涯

### 幼少期
第10代モーリー男爵ヘンリー・パーカーとその妻のアリス・シンジョン（Alice St John）の娘として、父の所領のあるノーフォーク地方に生まれた。母方の祖父サー・ジョン・シンジョン（1426年 - 1488年）がリッチモンド伯爵夫人マーガレット・ボーフォートの異父兄にあたる関係で、イングランド王ヘンリー8世とは又従兄妹同士だった。モーリー男爵家は裕福で、王室や他の名門家系と縁故があり、政治的にも有力な、当時のイングランドでは典型的な上流階級の一族だった。父モーリー卿は文化や教育に関心の深い教養人だった。ジェーンは十代前半（すくなくとも15歳の誕生日を迎える前）で宮廷に出仕し、ヘンリー8世の最初の王妃キャサリン・オブ・アラゴンの家政機関に属した。ジェーンは1520年6月にフランスで催された英仏両王の会見（金襴の陣）に、イングランド王室側の従者の1人として参加している。
ジェーンの容姿について伝える記録は一切存在しない（そして彼女だと特定し得る肖像画は1つも現存しない）とされてきたが、伝記作家のジュリア・フォックスは宮廷画家ハンス・ホルバインの作品の中に、ジェーンを描いたものが残っている（極めて低いものの）可能性がある、としている。ジェーンは1522年に宮廷で開催された仮面劇『緑の城（Château Vert）』において、主役となる7人の出演者の1人に選ばれていることから、おそらく当時の人々から魅力的な女性と見なされていたと推測できる。宮廷の素人劇に出演する女性たちは全員が宮廷の侍女で、多くの面で魅力的であることが選ばれる条件になっていたからである。ジェーン以外の6人の出演者のうち、2人は彼女の将来の義姉となる、フランス帰りのブーリン姉妹、メアリーとアンであった。

### 結婚生活
1524年末ないし1525年の年明け、ジェーンはサー・トマス・ブーリンの息子ジョージ・ブーリンと結婚した。ジョージの姉アンは、この時点ではまだヘンリー8世の目には留まっていなかったが、すでに宮廷で最も流行の先端を行くグループの中心人物の1人と見なされていた。非常に洗練され男を操る術に富んだアンと対面した際、ジェーンはこの義姉とは気が合わず、彼女を嫌うようになった、と一般的に信じられている。この伝説が仮に本当だったとしても、結婚後の数年間は両者の不協和音が表面化することは無かった。
ヘンリー8世はジェーンとジョージの結婚祝いにノーフォークにある邸宅グリムストン・マナー（Grimston Manor）を下賜した。ジェーンの結婚後1年ほどしてヘンリー8世とアンの恋愛関係が始まると、ブーリン家の権勢と財産は瞬く間に大きくなっていった。1529年に義父のトマスがウィルトシャー伯爵位とオーモンド伯爵位を授けられると、夫のジョージはその嗣子としてロッチフォード卿の称号を許されたため、ジェーンは「ロッチフォード夫人（Lady Rochford）」と呼ばれるようになった。ジョージとジェーンの夫婦はボーリュー宮殿に与えられた住居を主な生活の場とした。宮殿内の夫妻の住居は華麗な礼拝堂、テニスコート、温水と冷水の出るバスルーム、外国産の絨毯、マホガニー材の家具が付き、数多くの銀食器が並ぶ豪奢なものだった。夫妻の寝台は黄金色の布で覆われ、白繻子の天蓋付きで、黄色いベッドカバーで包んだリネンキルトで眠るようになっていた。ボーリュー宮殿内の住居はグリムストンとは違い、法的にはロッチフォード夫妻の所有物ではなかった。ボーリューの屋敷は元々ブーリン家の郊外の別荘だったが、1516年に王室に買い上げられた後、ヘンリー8世が1万7000ポンドもの大金を費やして宮殿と呼べる規模に増改築したものである。ボーリューは1530年代初めに王の長女メアリー王女の住まいとなったが、王女が両親の離婚問題で失寵をこうむってハットフィールドへ追いやられた後、ロッチフォード夫妻が正式な手続きもないまま住むことになった。
伝統的に、ジェーンと夫ジョージの夫婦仲は不幸なものとして描かれてきた。現代の歴史家の一部は、ロッチフォード夫妻の悲惨な結婚生活の原因は、ジョージが同性愛者だったことにあると主張している。イギリスの歴史家アリソン・ウィアーは、ロッチフォード夫妻の夫婦関係は主にジョージが原因で不幸になったと結論付けながらも、彼の性的指向がどの様なものだったかを確証するのは困難だとして、以下のように述べている、「若く有能な彼［ジョージ］は…大変な美男子で性的にも放縦だった。事実、ジョージ・キャヴェンディッシュによれば、彼は「獣じみた」淫らな性行為を好み、このやり方で未亡人を漁り、処女の純潔を散らした…［さらに］同性愛行為にも耽ったと言われるが、証拠は何もない。ただし、女たちとの交わりでは後背位（buggery）を好んだ［ことは同性愛行為を好んだことの傍証となるかもしれない］」。しかしジェーンの最近年の伝記作者は、ロッチフォード夫妻の結婚生活の不幸の秘密を探ろうとする議論には賛意を示しておらず、夫妻の結婚生活がどのような形だったかは判然としないものの、夫婦の関係は決して不幸ではなかったという説を提起している。
同様に、ジェーンが十代の少女の頃から宮廷で見知っていた2人の義姉、アンとメアリーとの関係についても、それが実際に良好だったか否かは不明である。伝えられるところでは、ジェーンは嫉妬心が原因でアンを心中では好いていなかったとされる。しかしその感情はブーリン家の隆盛を目指す義姉妹としての盟友関係とは無関係だったようで、ジェーンは1534年にアン王妃の意を受けて、王のお手付きとなった若い娘を宮廷から追放した。王はジェーンが愛人の追放を差配したことに気付くと、ジェーンを数か月間、宮廷から遠ざけている。

### 裁判の証言
結婚して11年半ほど経った1536年5月1日、ジョージは姉アン王妃と性的関係を結んだ容疑で逮捕され、ロンドン塔に収監された。この告発に関する妻ジェーンの証言はジョージの姦通、近親相姦、そして反逆罪を立証することになる。ジェーンはジョージとアンは1535年の冬から性的関係を持っていたと思うと証言し、この証言は、1536年春にアンが流産により失った胎児の実の父親はジョージであるとする噂が事実であると、強く示唆するものだった。こうした悪意のある噂は、当時の圧倒的大多数の証言者たちにより事実無根だったと確証されているが、ジェーンの証言はブーリン家の敵対者たちがロッチフォード卿を断頭台に送るための、格好の口実を提供した。
ジェーンが取り調べで話した夫に関する衝撃的な陳述は、夫婦関係の悪化と、おそらくは夫と義姉アンの親密な結びつきに対する嫉妬を原因とする怨恨のなせる業だったのかもしれない。少なくとも、同時代人や後世の人々の多くは、ジェーンの行動の原因にそのような理由付けをした。また後世の歴史家たちは、1536年のジェーンの証言が夫と義姉との間に罪深い出来事があったとする上で最も信頼される証拠となったと信じており、このことがジェーンが歴史家の間で悪い評価を受ける原因になっている。例えば、事件の当事者たちから2世代後のエリザベス朝人で、祖父や父がブーリン家と親しかったジョージ・ワイアットは、ジェーンのことを「邪悪な妻で、夫を告発した張本人であるばかりか、夫の血が流されることすら望んだ」と評している 。事件から1世紀後、あるイングランド人の歴史家は、ジェーンの証言は、アンの卓越した世渡りの才能や、ジョージが妻よりも姉アンを慕って傍を離れないことに対する嫉妬心からを抱くようになった、アン王妃に対する純粋な「抜き難い憎しみの心」から生まれたものだと述べている。ジョージ朝およびヴィクトリア朝の歴史家たちは、6年後の1542年に訪れたジェーンの刑死を道徳的正義の勝利と見なし、「悪名高いロッチフォード夫人は…アン・ブーリンおよび彼女自身の夫を断頭台に送り込んだ過去に関して、それに完全に見合った報いを受けることになった」とした。
しかし現代のジェーンの伝記作家ジュリア・フォックスは上記のようなジェーン本人に対するネガティブな人物評を一蹴する。フォックスによれば、ジェーンは実際には義姉のアン王妃とは情の通った友好的な関係であり、ジェーンの証言は1536年に起きたブーリン家排除の宮廷クーデタの恐慌の中で引き出されたもので、ブーリン家の敵対者たちは彼女の証言を好きなように捻じ曲げたのだ、としている。フォックスはブーリン家の没落について次のように説明する、「ジェーン・ロッチフォードは様々な策略、暗示、思惑の入り乱れる渦の中に放り込まれていた。クロムウェルに召喚された時、ジェーンはすでに彼が何を欲しているかを大よそ悟っていた。つまりアンとその取り巻きたちを失墜させ、王がジェーン・シーモアと結婚できるように邪魔者を消し去ること…ジェーン［・ロッチフォード］に投げかけられた問いは、重苦しく言い逃れの出来ないものだった…ジェーンは絶え間なく無慈悲な質問攻めに遭わされ、何らかの返答をするほか無かった。ジェーンはきっと彼女の身の周りで起きたどんな小さな出来事でも記憶の中から手繰り寄せようとしただろう…［それでも］ジェーンは告げ口をためらっただろうが、容赦ない恫喝に脅かされ…ついに脅しに屈してしまったのである。後世の人々は、ジェーンの苦し紛れの証言が、無実の妻を手早く葬り去ろうとする王に格好の口実を与えたとして、彼女を槍玉に挙げた。そしてジェーンこそヘンリー［王］をだまし、アンとジョージを破滅させた張本人だとする非難を続けてきたのである」。

### 未亡人
ジョージ・ブーリンは1536年5月17日、タワー・ヒルにおいて衆人環視の中で斬首刑に処せられた。彼の死を前にしてのスピーチは、入信したばかりだったプロテスタントの信仰の発展に関することが主題であった。同じくアンとの密通で告発され、有罪となった4人の男、宮内官サー・ヘンリー・ノリス、同じく宮内官サー・ウィリアム・ブレレトン、近習サー・フランシス・ウェストン、楽士マーク・スミートンもジョージと一緒に斬首された。5人の罪人のうち、唯一の平民だったために激しい拷問を受けて「罪」を自白させられた楽士スミートンだけが、死に際して人々に過ちに対する許しを求めた（貴族身分および郷紳層の容疑者を拷問にかけることは、法律で禁止されていた）。アンはその2日後の5月19日、ロンドン塔敷地内の刑場で、フランス人剣士の手で斬首された。アンが死刑台の上で示した威厳と勇気については数多くの証言が残っている。彼女の最期は何週間、何か月にもわたって人々の口吻に上り、「アンを有望な前途と幸福を掴み損ねた、美しく洗練された悲劇のヒロインに仕立て上げる」のに一役買った。ジェーンが夫や義姉の処刑を見届けたかどうか、そしてそれを証言したかどうかは不明だが、死後のアンが（多くの場合は感傷的に）人々の共感を得る存在となった以上、ジェーンは彼らの多くから、アンを死に追いやった悪者の側と見なされたことは確かである。伝記作者ジュリア・フォックスは、人々の間に広まったこうした見方が、ジェーンを冷酷で嫉妬深い策謀家だとする評価の素地を作ったと考えている。
ジェーンがブーリン家の没落にどのような関わり方をしたか、また彼女が婚家の失墜をどのように受け止めたかはともかく、事件後の彼女は社会的にも経済的にも非常に厳しい状況に立たされた。ブーリン家が過去4代にわたって堅実に築き、アン・ブーリン時代に一挙に膨大なものとなった財産や称号（2つの伯爵位を含む）は、唯一の男子相続人ジョージが刑死した結果、1539年の義父トマス・ブーリンの死と共に失われることになったのである。ジェーンはロッチフォード子爵夫人の儀礼称号を名乗り続けることだけは許されたものの、男子を産んでいない以上はブーリン家からいかなる経済的恩恵を受けることも出来なかった（なお、夫妻の間に聖職者となった男子がいたという説は、偽説と判明している）。

### 復権と策謀
ジェーンは夫の死後しばらく宮廷から遠ざかった。宮廷を離れていた間、ジェーンは自身の経済的な保障を確実なものにしようと、義父トマス・ブーリンや、王の首席大臣トマス・クロムウェルと長く交渉を行った。結局、トマスは年額100ポンドという高額の年金を嫁ジェーンに与えることを決めたが、これは8年前から寡婦となっていた長女メアリーに与えていた年金と同額であった。この年金額は、ジェーンが王妃の義妹として宮廷の中心人物だった頃に消費していた大枚の金とは較べものにならなかったが、上流階級の慎ましやかな生活を維持して行くには十分な額だった。何よりこの年金は、宮廷に戻って生活するためには不可欠だったため、ジェーンは1536年から1537年にかけて年金が得られるよう懸命な働きかけを続けた。ジェーンが宮廷に舞い戻った正確な時期は不明だが、アン・ブーリンの後釜となったジェーン・シーモア王妃の女官に名を連ねていたことから見て、夫の死後1年以内に宮廷に戻っていたと考えられる（ジェーン・シーモアはヘンリー8世と結婚して18か月後には死亡しているためである）。子爵夫人の称号を持つ彼女には多くの召使いが付けられ、王宮に部屋を与えられ、何より「レディ・ロッチフォード」の尊称で呼ばれる待遇を受けた。そして王妃の家政機関の経費で、豪勢な食事にありつくことも出来た。
ジェーン・シーモアの死後、ヘンリー8世はトマス・クロムウェルの推薦するドイツ人の公女アン・オブ・クレーヴズを4番目の王妃に迎えた。そして1540年7月、ジェーン・ロッチフォードはアン・オブ・クレーヴズ王妃から王との肉体的な婚姻は成立していないと打ち明けられたと証言し、王と彼女の離婚の成立に手を貸した。これによりヘンリー8世はアン・オブ・クレーヴズと離婚することが可能になり、十代の愛妾キャサリン・ハワードと5度目の結婚をした。4度目の結婚の失敗に対する王の不満と怒りは外国人の妻ではなく結婚を勧めた大臣クロムウェルに向けられ、クロムウェルは斬首された。ヘンリー8世は離婚後もアン・オブ・クレーヴズとは友人付き合いを続けた。
ジェーン・ロッチフォードは次々と交替した3人の王妃たちの下で常に王妃私室付き女官の地位を保ち、未熟なキャサリン・ハワード王妃の時代になると大きな影響力を発揮して、王妃の寵臣の1人となった。若い王妃が年老いた肥満体の夫ヘンリー王の相手に飽きると、ジェーンは王妃とハンサムな王の近習トマス・カルペパーを引き合わせ、2人を密会させるようになった。王妃とカルペパーの情事は1541年の北部巡幸の際もジェーンの差配によって秘かに続けられていた。しかし同年秋、王妃の結婚前の男性遍歴が暴露されると、王妃の私生活が取り調べられることになった。最初、キャサリン・ハワード王妃は私室に幽閉されたが、後に王宮から離れた旧サイオン修道院に身柄を移された。王妃の侍女や寵臣たちが尋問され、王妃の私室が家宅捜索を受けた。多くの召使いや侍女たちが、キャサリンとカルペパーの密会におけるレディ・ロッチフォードの不審な振る舞いについて証言した。これにより、ジェーン自身も拘留されて容疑者となってしまう。結局、キャサリン王妃がカルペパーに送ったラブレターが発見され、そこには2人の逢引きをレディ・ロッチフォードが差配していたことがはっきりと記されていた。これはイングランドの法律では大逆犯隠匿罪に相当し、テューダー朝時代には死刑が相応の量刑であった。ジェーンは政府が彼女の罪状と裁判開始の時期を決めるまでの数か月間、ロンドン塔に収監されることになった。

### 刑死
ロンドン塔に収監されていた数か月間、ジェーンは何度も尋問を受けたが、貴族の身分ゆえに拷問を受けることは免れた。しかし精神的に追い詰められて激しい神経衰弱に陥り、1542年の年明けまでには狂気に陥ったと診断された。ジェーンが狂人だと宣告されたということは、もはや裁判において王妃の姦通を手引きした自分の役割について説明する責任能力を法的に失ったことを意味していたが、ヘンリー8世は狂人に対する死刑執行を許可する法律を作らせた。ジェーンは私権剥奪を宣告されて裁判なしで死刑を言い渡され、死刑執行日はキャサリン・ハワードと同じく1542年2月13日と定められた。
死刑執行当日、2人の女性は同じ死刑台で同じ時間に処刑されることになった。まず最初にキャサリン・ハワードが弱々しく断頭台に頭を乗せ、斬首された。ジェーンは眼前でうら若い元王妃の死を見届けると、血の飛び散った刑場の上で演説を始めた。過去5か月間の精神錯乱状態が嘘のように、彼女は冷静で威厳をたたえており、刑場に集まった観衆たちの敬意を受けることが出来た。観衆の1人である商人オトウェル・ジョンソン（Ottwell Johnson）は、2人の女性は「［すでに］魂を神にゆだね、非常に神々しくキリスト教徒らしい最期を迎えた」と記している。フランス大使シャルル・ド・マリヤックは、ジェーンが「長い演説」をするのを聞いたと素っ気なく書いているが、オトウェル・ジョンソンはジェーンが彼女自身の「数多くの罪」について謝罪した、と記録している。後世の人々は、この演説の中でジェーンが亡き夫ジョージと義姉アンの死について長く言及したという伝説を創出したが、そのような内容だったとする記録は一切存在しない。ジェーンは演説を終えると、キャサリン・ハワードの血で濡れた断頭台に頭を乗せ、斧により一撃で首を落とされた。没年齢はおそらく36歳程度だった。遺骸は元王妃キャサリンと一緒にロンドン塔内に埋葬された。

## フィクション
映像作品
- 『The Six Wives of Henry VIII (TV series)』（1970年） - 演：シェイラ・バレル（Sheila Burrell）
- 『ブーリン家の姉妹（映画版）』（2008年） - 演：ジュノー・テンプル
- 『THE TUDORS』（2008年 - 2009年） - 演：ジョアン・キング（英語版）
- 『ウルフ・ホール』 （2015年） - 演：ジェシカ・レイン（英語版）